# Biblioteca Pública de Haedo
La Biblioteca Popular y Pública de Haedo es una asociación civil sin fines de lucro, registrada en la dirección provincial de Personas Jurídicas de Buenos Aires. La institución se encuentra dirigida ad honorem por un grupo de socios y socias que conforman su Comisión Directiva. Gracias al trabajo incansable de la Comisión la biblioteca se mantiene activa y funcionando. La sede social de “La Biblio de Haedo” se encuentra en la calle Tacuarí, número 674 de la ciudad de Haedo, Partido de Morón, provincia de Buenos Aires, Argentina.
Fue fundada el 29 de julio de 1971, momento en el cual un grupo de vecinos del barrio de Haedo entendió la necesidad de una biblioteca para la comunidad, razón por la cual durante años se abocaron a reunir los elementos necesarios a fin de poder constituir una Biblioteca abierta a toda la población.
En la actualidad, la Biblioteca Popular y Pública de Haedo cuenta con alrededor de 80.000 volúmenes. Entre ellos podemos encontrar material de estudio para los niveles de educación Inicial, Primaria y Secundaria, Terciaria y Universitaria (derecho, ciencias económicas, ciencias políticas, medicina, arquitectura, periodismo, filosofía, historia, música, cine, fotografía, arte, psicología, etc), literatura en general (novelas, cuentos, poesía y best-sellers), ensayo, diccionarios, enciclopedias, libros referentes a actividades prácticas, material de género, humor, historieta, literatura juvenil (sagas) e infantil, así como también una sección destinada a revistas (hemeroteca), entre otros materiales.
Es visitada de forma diaria por alrededor de 100 personas en busca de material bibliográfico de diferente índole, novedades artísticas, talleres culturales, actividades diversas, cine, servicio de fotocopias, baño, asesoramiento bibliográfico, zona wifi gratuita y dispenser de agua fría y caliente.
Actualmente la biblioteca ofrece alternativas en materia de talleres y cursos, entre los cuales se encuentran:
- Taller de Literatura para adultos (martes 19:30).
- Taller de iniciación literaria para chicos y chicas (martes 18:00).
- Taller de Dibujo y pintura (viernes 18:30).
- Taller de Fileteado Porteño (jueves 10:00).
- Clases de Idioma: portugués y francés.

Los horarios habituales de atención son de lunes a viernes de 8:00 a 13:00 y de 16:00 a 20:00 y sábado de 9:00 a 13:00. Durante enero y febrero rige el horario de verano (solo turno mañana) de lunes a viernes de 8:00 a 13:00 y sábado de 9:00 a 13:00.
Para asociarse a la biblioteca solo es necesario presentar DNI, factura de un servicio a su nombre que acredite dirección, abonar la inscripción y luego la cuota mensual. Los socios y socias tiene el beneficio de poder llevarse préstamos de libros a domicilio. El uso de la sala de lectura es absolutamente gratuito y abierto a toda persona que desee visitar la biblioteca.